# Colonia Cardenista Antonio Luna
Colonia Cardenista Antonio Luna är en ort i Mexiko.   Den ligger i kommunen Veracruz och delstaten Veracruz, i den sydöstra delen av landet, 300 km öster om huvudstaden Mexico City. Colonia Cardenista Antonio Luna ligger 36 meter över havet och antalet invånare är 648.
Terrängen runt Colonia Cardenista Antonio Luna är platt, och sluttar österut. Runt Colonia Cardenista Antonio Luna är det ganska tätbefolkat, med 230 invånare per kvadratkilometer. Närmaste större samhälle är Veracruz, 10,1 km nordost om Colonia Cardenista Antonio Luna. Trakten runt Colonia Cardenista Antonio Luna består till största delen av jordbruksmark.